# Cham (Yazd)
Pour les articles homonymes, voir Cham.
Cham (en persan : چم) est un village zoroastrien de la province de Yazd, au centre de l'Iran, situé à 20 kilomètres au sud-ouest de la ville de Yazd. Sa population était de 11 habitants, répartis en 5 familles, au recensement de 2006 (8 familles, 27 personnes en 2017 selon FaceIran, Institut Culturel & Artistique MEHRYAR HAKHAMANESH). Il est entouré de vergers de grenadiers, de pistachiers et de noyers, irrigués par un système ancestral de canaux.
À un kilomètre au Sud-est du village se trouve un site funéraire zoroastrien avec sa tour du silence (dakhma) perchée sur une colline et, au pied de celle-ci, les ruines de khaiele, petits édifices voûtés en pisé réservés aux rites funéraires.

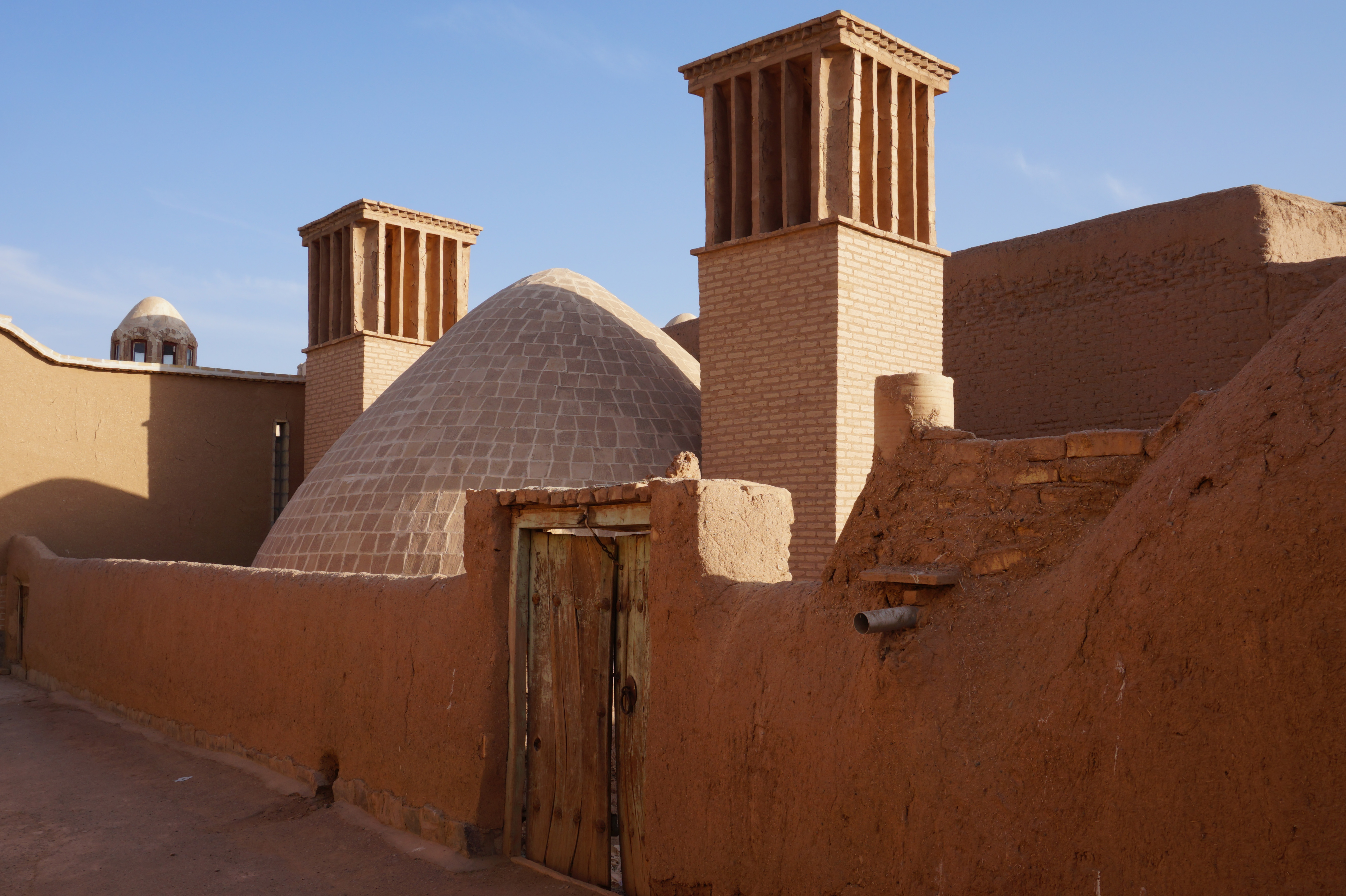
Badgirs à Cham
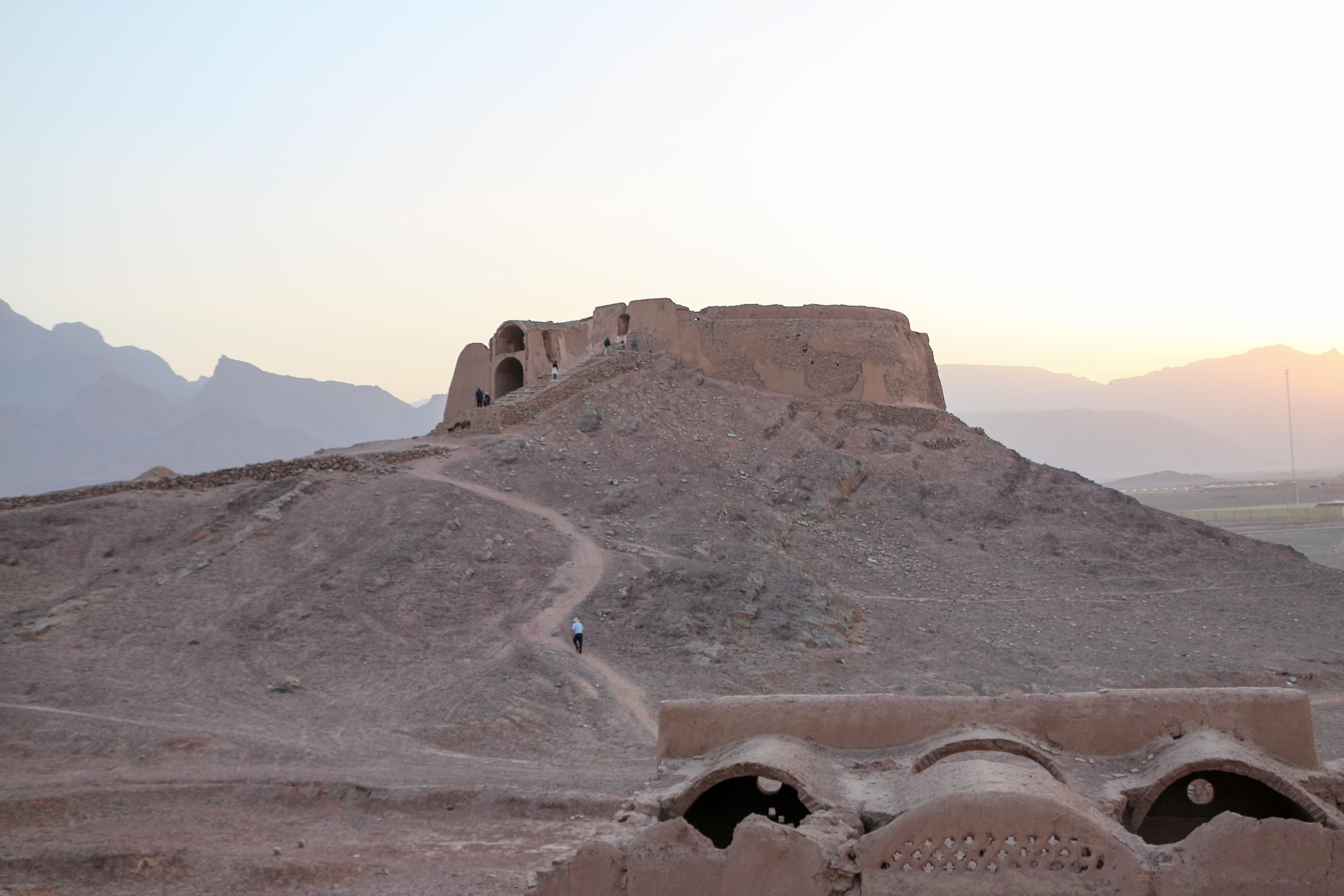
Tour du silence de Cham
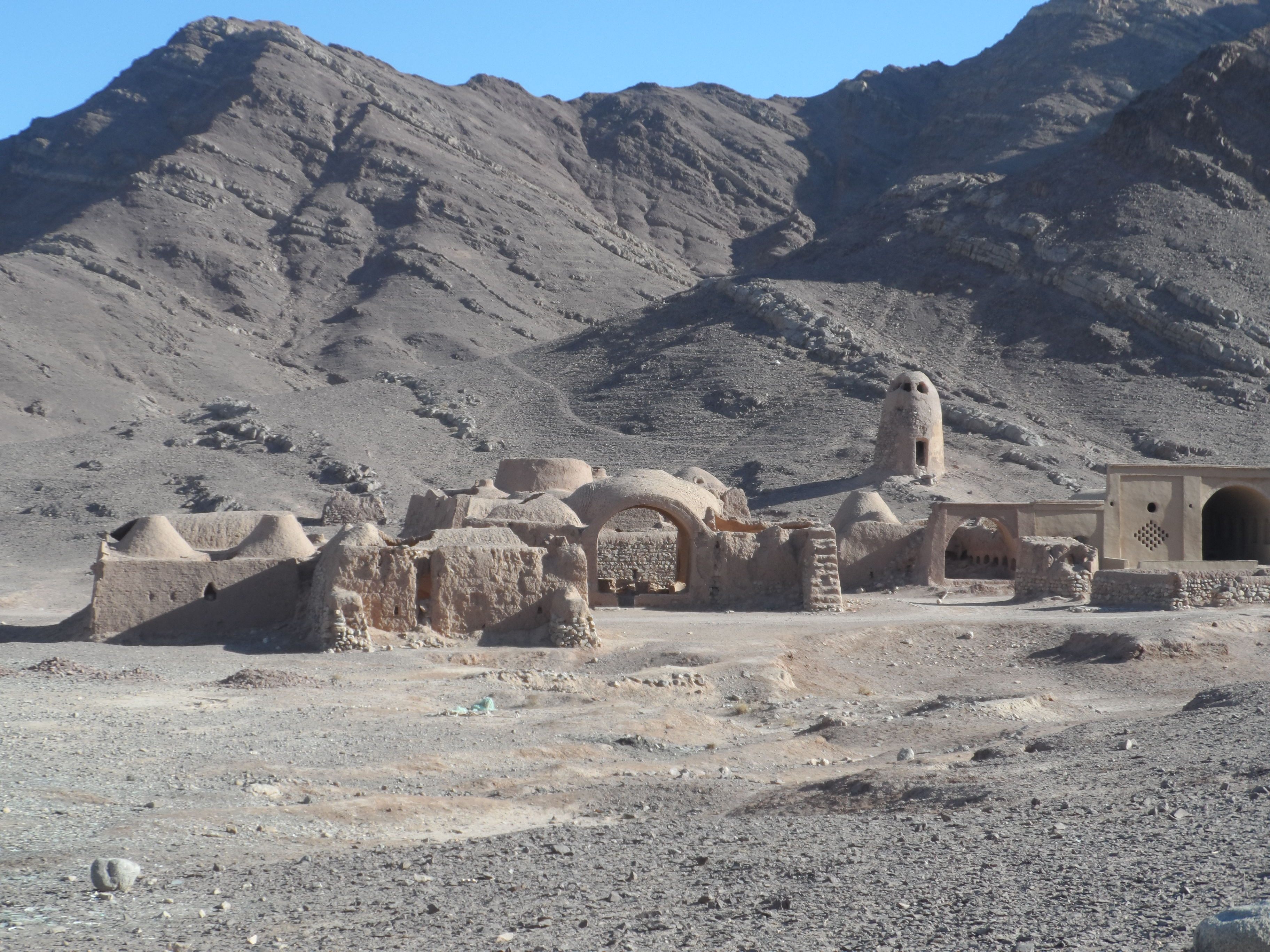
Édifices funéraires à la tour du silence de Cham
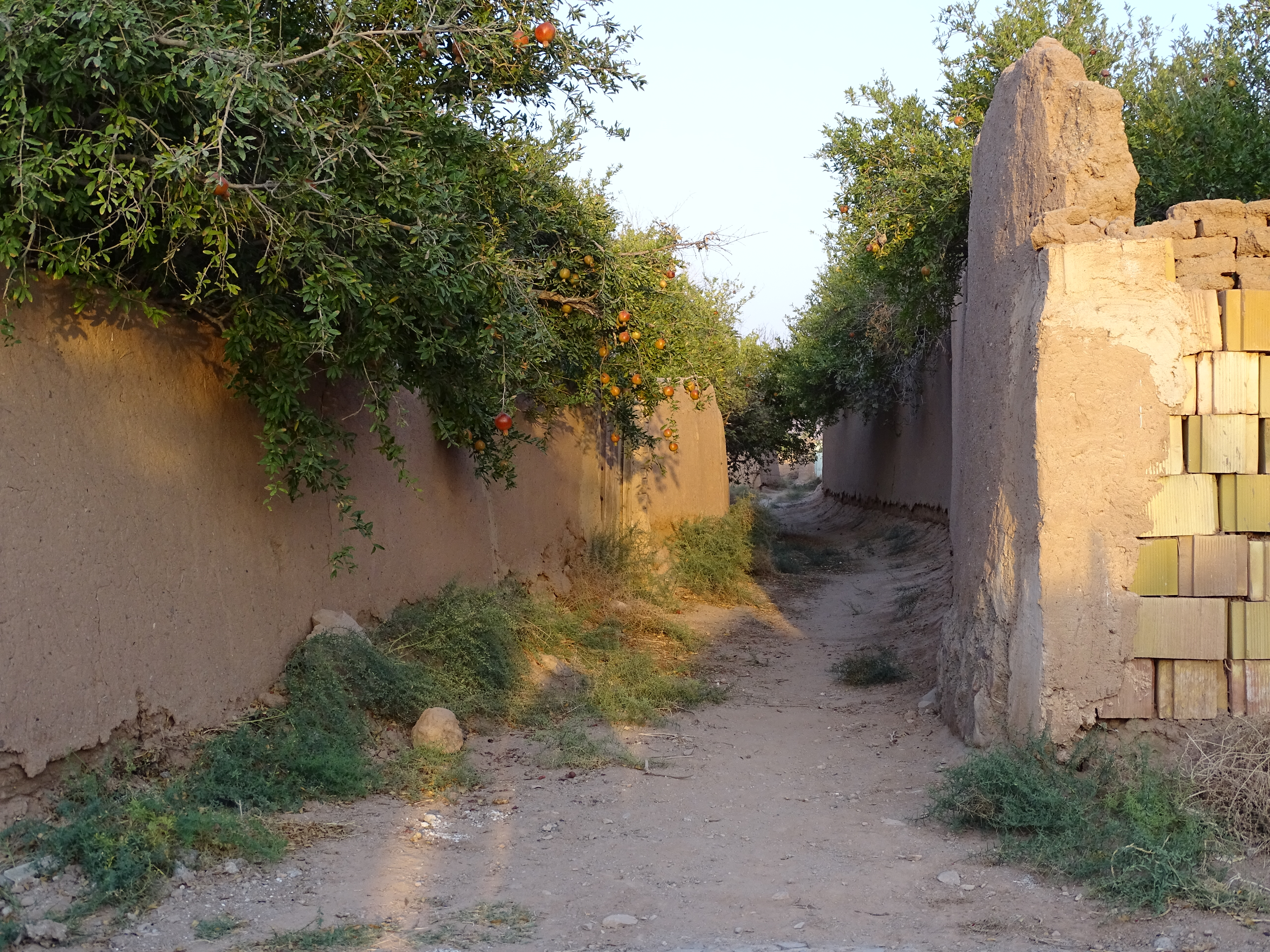
Grenadiers sur un chemin du village de Cham